# Небојша Лазић
Небојша Лазић (Липљан, 1965) српски је сликар, графичар и ликовни педагог.

## Биографија
Небојша Лазић је 1992. дипломирао на Графичком одсеку Факултета ликовних уметности у Београду, а 1996. магистрирао у класи професорке Биљане Вуковић. На двогодишњим специјалстичким студијама на Тамаринд институту за литографију у Новом Мексику, стекао је звање сарадничког штампара.
Током деценије боравка у Њујорку (1995-2006), Лазић је основао професионални литографски студио где је као сарадник штампар сарађивао са Рутгерс универзитетом у Њу Џерзију, уметничким студијима Доналд Бечлер, Стефан Дин, Ана Де ла Порте, Реј Смит, Сенклер Семин... Од 2014. је запослен на Академији уметности у Новом Саду као стручни сарадник из предмета цртање. Од 2007-2014. Лазић је у звању уметничког сарадника радио на Факултету ликовних уметности у Београду. Тренутно је запослен као доцент на катедри за цртање на Академији уметности у Новом Саду и као доцент на предмету графика на Академији класичног сликарства при Универзитету ЕДУКОНС у Сремској Каменици. Лазић је 2008. основао Центар за графику у Новом Саду где је кроз низ пројеката у сарадњи са домаћим и страним уметницима организовао ауторске изложбе у Новом Саду, Риму, Њујорку и Минхену.

## Самосталне изложбе
- 2019. Приједор, Галерија Сретен Стојановић,
- 2018. Нови Сад, Галерија Стуарт,
- 2017. Кикинда, Галерија Тера,
- 2017. Инђија, Културни центар Инђија,
- 2017. Нови Београд, Галерија Блок,
- 2016. Нови Сад, Поклон збирка Рајка Мамузића,
- 2015. Нови Сад, Галерија поклон збирке Рајка Мамузића,
- 2014. Београд, Галерија Београдске тврђаве,
- 2013. Нови Сад, Културни центар Новог Сад,
- 2011. Београд, Графички колектив,
- 2010. Београд, Културни центар Раковица,
- 2009. Фалун, Шведска, Хорнан галерија,
- 2006. Истанбул, 2. Међународно бијенале мале графике, Музеј скулптуре и сликарства,
- 2005. Нови Сад, Мали ликовни салон,
- 2003. Њујорк, Галерија Грили Сквер,
- 2001. Београд, Графички колектив,
- 2001. Београд, Галерија Факултета ликовних уметности,
- 2000. Њујорк, Галерија Грили Сквер,
- 1996. Њујорк, Галерија Емеринг Колектор,
- 1996. Београд, Центар за графику и визуелна истраживања,
- 1994. Албукерки, Галерија Ралф Грин,
- 1993. Београд, Коларчев народни универзитет,
- 1993. Нови Београд, Дом културе Студентски град,
- 1992. Београд, Народни универзитет Браћа Стаменковић,
- 1990. Београд, Народни универзитет Божидар Аџија.

## Групне изложбе
- 2019. Дортмунд, Немачка,
- 2018. Нови Сад, Културна станица, 22. годишња изложба ликовног круга,
- 2018. Холабрун, Аустрија,
- 2017. Инђија, Културни центар Инђија, Изложба слика професора Универзитета Едуконс,
- 2016. Скопље, Национална галерија ”Ћифте Хамам”, Бијенале цртежа,
- 2015. Зрењанин, Савремена галерија Зрењанин, 11. Бијенале акварела,
- 2015. Цетиње, Музеј савремене уметности на Цетињу, Меморија насиља и снови о будућности,
- 2015. Марибор, КИБЛА центар, Меморија насиља и снови о будућности,
- 2014. Нови Сад, Музеј савремене уметности Војводине, Меморија насиља и снови о будућности,
- 2014. Нови Сад, Галерија поклон збирке Рајка Мамузића,
- 2013. Стокхолм, Ројал Инститјут оф Арт,
- 2013. Фурстенфелдбрук, Кунстлерверкштат Хаус 10,
- 2013. Нови Сад, Културни центар Новог Сад,
- 2012. Нови Сад, Културни центар Новог Сад,
- 2012. Београд, Центар за графику и визуелна истраживања, Београдски сусрети,
- 2012. Рим, Associacione Culturale Atelier, Нови Сад у Риму,
- 2012. Београд, Уметнички павиљон Цвијета Зузорић, Пролећна изложба,
- 2011. Нови Сад, 40. Новосадски салон, Презентација Центра за графику Нови Сад,
- 2011. Нови Сад, Музеј савремене уметности Војводине, Укрштање класичног и иновативног: Будимпешта – Нови Сад,
- 2011. Београд, 1. Међународно тријенале графике,
- 2011. Истанбул, Међународно бијенале графике,
- 2011. Београд, Уметнички павиљон Цвијета Зузорић, Јесења изложба УЛУС-а,
- 2011. Њујорк, МЦ Галерија, Нови Сад у Њујорку,
- 2010. Будимпешта, Галерија IX, Будимпешта-Нови Сад,
- 2010. Софија, Тријенале графике,
- 2010. Тидахолм, Шведска, 6. литографски међународни симпозијум,
- 2010. Нови Сад, Мали ликовни салон, Годишња изложба Центра за графику,
- 2009. Београд, Уметнички павиљон Цвијета Зузорић, Пролећна изложба графике,
- 2009. Београд, Графички колектив, Мајска изложба графике београдског круга,
- 2008. Београд, Графички колектив, Мајска изложба графике београдског круга,
- 2008. Земун, Галерија 107, Изложба мале графике,
- 2007. Београд, Уметнички павиљон Цвијета Зузорић, Међународно бијенале графике,
- 2005. Београд, Графички колектив, Мајска изложба графике београдског круга,
- 2005. Нови Сад, Мали ликовни салон, Новогодишња изложба графике,
- 2005. Београд, Графички колектив, Мајска изложба графике београдског круга,
- 2004. Истанбул, Музеј скулптуре и сликарства, 1. Међународно бијенале мале графике,
- 2004. Београд, Графички колектив, Изложба мале графике,
- 1997. Њујорк, Галерија Емеринг Колектор,
- 1996. Београд, Уметнички павиљон Цвијета Зузорић, Међународно бијенале графике,
- 1996. Крушевац, Културни центар,
- 1995. Златибор, Фондација Божидар Ковачевић, Галерија Борова глава,
- 1994. Ужице, Градска галерија,
- 1994. Албукерки, Нови Мексико, Тамаринд - Галерија Ралф Грин,
- 1993. Београд, Графички колектив, Мајска изложба графике београдског круга,
- 1993. Београд, Беографика, Галерија "Комерцијал",
- 1993. Београд, Графички колектив, Изложба мале графике,
- 1993. Нови Београд, Дом културе Студентски град, 6. Бијенале студентског цртежа и графике,
- 1993. Београд, Уметнички павиљон Цвијета Зузорић, Пролећна изложба,
- 1993. Београд, Галерија Факултета ликовних уметности, Изложба награђених радова,
- 1992. Београд, Галерија Андрићев венац, Перспективе,
- 1992. Београд, Уметнички павиљон Цвијета Зузорић, Пролећна изложба,
- 1992. Горњи Милановац, Културни центар, 2. Бијенале минијатуре,
- 1991. Београд, Уметнички павиљон Цвијета Зузорић, Цртеж и мала пластика,
- 1991. Београд, Галерија Факултета ликовних уметности.

## Награде
- 2004. Прва награда за графику, 1. Међународно бијенале мале графике, Музеј сликарства и скулптуре, Истанбул,
- 1994. Стипендија Мастер Принтер програм обуке, Универзитет Нови Мексико, Тамаринд институт,
- 1993. Стипендија Професионални штампарски програм обуке, Тамаринд институт, Универзитет Нови Мексико,
- 1993. Награда за графику, 6. Бијенале студентског цртежа и графике, Нови Београд, Дом културе Студентски град,
- 1992. Награда за графику, Перспективе, Галерија Андрићев венац, Београд,
- 1992. Награда за графику из фонда Петар Лубарда, Факултет ликовних уметности, Београд,
- 1991. Награда за графику, Факултет ликовних уметности, Београд.

## Уметнички стил
Коришћењем компликованих технолошких и мануелних поступака, Лазић гради личну поетику артикулисаних емоција и ововременског еклектичког духа, поштујући искуства поп-арта, трансавангарде и нове фигурације с почетка деведесетих година прошлог века.